# Sonate K. 358
Pour la sonate de Mozart, voir Sonate pour piano à quatre mains en si bémol majeur, K. 358/186c.
La sonate K. 358 (F.304/L.412) en ré majeur est une œuvre pour clavier du compositeur italien Domenico Scarlatti.

## Présentation
La sonate K. 358 en ré majeur, notée Allegro et battue à 
, ouvre le volume VIII du manuscrit de Venise, copié en 1754, alors que Scarlatti a 69 ans. L'ouverture présente en quelques notes une fanfare de cuivres.

## Manuscrits

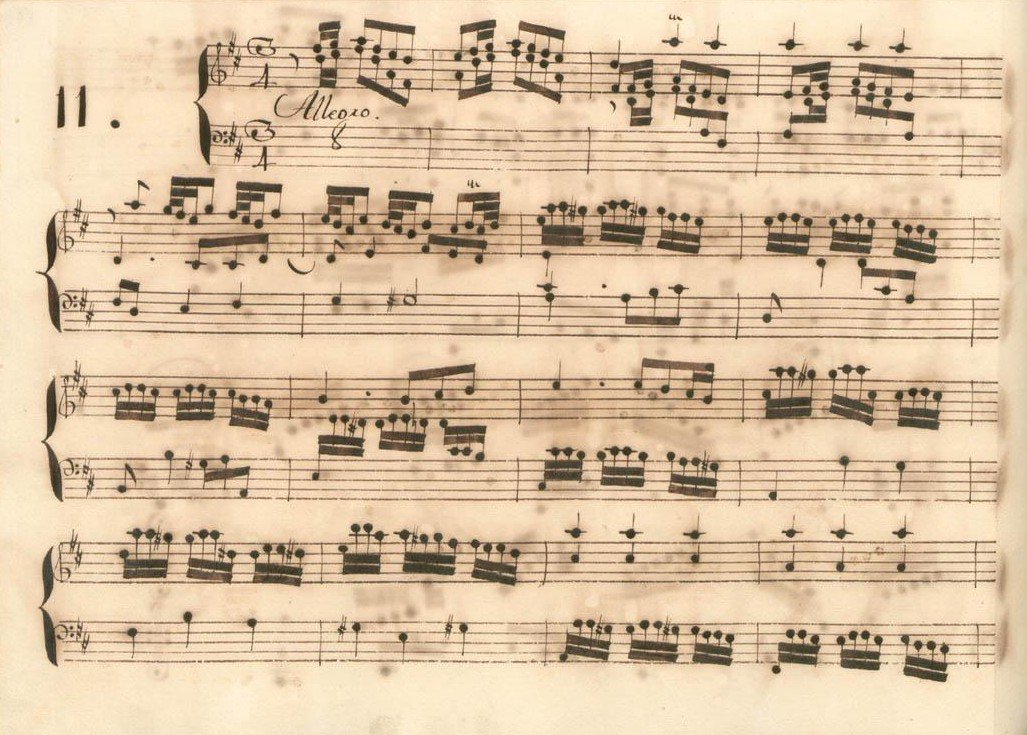
Début de la sonate, volume X du manuscrit de Parme.

Le manuscrit principal est le premier numéro du volume VIII de Venise (1754), copié pour Maria Barbara ; l'autre étant Parme X 11.

## Interprètes
La sonate K. 358 est peu enregistrée. Cependant elle est interprétée au piano par Carlo Grante (2016, Music & Arts, vol. 4) et Artem Yasynskyy (2016, Naxos, vol. 20) ; au clavecin par Scott Ross (1985, Erato), Richard Lester (Nimbus, vol. 3) et Pieter-Jan Belder (Brilliant Classics, vol. 8).

## Sources
: document utilisé comme source pour la rédaction de cet article.
- Ralph Kirkpatrick (trad. de l'anglais par Dennis Collins), Domenico Scarlatti, Paris, Lattès, coll. « Musique et Musiciens », 1982 (1re éd. 1953 (en)), 493 p. (OCLC 954954205, BNF 34689181).
- Alain de Chambure, « Domenico Scarlatti : Intégrale des sonates — Scott Ross », p. 214–215, Erato (2564-62092-2), 1985 (OCLC 891183737) .